# Saint-Germain-de-Belvès
Saint-Germain-de-Belvès – miejscowość i gmina we Francji, w regionie Nowa Akwitania, w departamencie Dordogne.
Według danych na rok 1990 gminę zamieszkiwało 108 osób, a gęstość zaludnienia wynosiła 15 osób/km² (wśród 2290 gmin Akwitanii Saint-Germain-de-Belvès plasuje się na 1068. miejscu pod względem liczby ludności, natomiast pod względem powierzchni na miejscu 1267.).